# زاوية نعيم
قرية زاوية نعيم هي إحدى القرى التابعة لمركز أبو حمص في محافظة البحيرة في جمهورية مصر العربية. حسب إحصاءات سنة 2006، بلغ إجمالي السكان في زاوية نعيم 6957 نسمة، منهم 3606 رجل و3351 امرأة.